# 徐旭昶
徐旭昶，1973年出生，香港企业家，慈善家，社会活动家。当代浙商代表人物之一。香港华信集团董事总裁，现任香港华侨华人总商会常务副会长。

## 生平
祖籍浙江宁波。生于奉化市（今宁波市奉化区）。早年毕业于杭州大学文秘专业，今属于浙江大学。1995年，年仅22岁与妹妹移居香港。
初在家族企业担任项目副经理。1997年，香港华信集团投资开发有限公司，出任副总裁。
首创“浙商1号”产业园。擅长国画，尤擅工笔画。

## 慈善
至2012年，已向大陆慈善捐款1300余万元人民币，其中2010年捐赠奉港中学100万元。2012年11月，捐赠宁波工程学院教育发展基金会300万元人民币。

## 政治委任
- 浙江宁波市政协委员

## 社会任职
- 香港华侨华人总商会常务副会长
- 香港甬港联谊会副监事长
- 中国侨商会理事
- 浙江省企业发展研究会特邀会长
- 宁波市侨商会副会长
- 香港《宁波帮》杂志社副理事长

## 荣誉
- 浙江奉化市荣誉市民
- 浙江奉化市侨联名誉主席
- 浙江省2007年度回乡投资模范浙商[1]
- 浙江省2007年度杰出民营企业家
- 2008亚洲酒店业杰出总裁[3]
- 2012年：宁波市荣誉市民[3]
- 胡润2013年甬商百富榜

## 访谈
- 腾讯：徐旭昶：浙商有信心将产业做大做强 （页面存档备份，存于）

## 出典
1. 1 2  . 浙江省企业发展研究会.   [2013年12月5日]. （原始内容存档于2013年8月28日） （中文（简体））.
2. 1 2 3  《浙商》. . 新浪财经. 2011年10月20日  [2013年12月5日]. （原始内容存档于2016年3月4日） （中文（简体））.
3. 1 2 3  来源：奉化日报. . 奉化新闻网. 2012年2月8日  [2013年12月5日]. （原始内容存档于2016年3月5日） （中文（简体））.
4. ↑  来源：宁波工程学院教育发展基金会. . CFC新闻中心. 2012-11-07  [2013年12月5日]. （原始内容存档于2016年3月4日） （中文（简体））.